# Gare d'Aiffres
La gare d'Aiffres est une gare ferroviaire française de la ligne de Chartres à Bordeaux-Saint-Jean, située sur le territoire de la commune d'Aiffres, dans le département des Deux-Sèvres en région Nouvelle-Aquitaine.
C'est une gare de la société nationale des chemins de fer français (SNCF), fermée au service des voyageurs,

## Situation ferroviaire
Établie à 26 mètres d'altitude, la gare de bifurcation d'Aiffres est située au point kilométrique (PK) 420,235 de la ligne de Chartres à Bordeaux-Saint-Jean, entre les gares de Niort et de Fors.
Elle est également l'origine de la ligne d'Aiffres à Ruffec qui dispose encore d'une courte antenne desservant une installation terminale embranchée, avant la limite de déclassement au PK 5,350.

## Histoire
La possibilité d'une desserte de la commune d'Aiffres par le chemin de fer prend forme le 23 mars 1874, lors de la concession à la Compagnie des chemins de fer des Charentes des lignes de Niort à Saint-Jean-d'Angély et de Niort à Ruffec. Néanmoins les chantiers de construction n'ouvrent qu'après la loi du 18 mai 1878 portant notamment sur le rachat des actifs de la compagnie par l'Administration des chemins de fer de l'État. Cette dernière construit la ligne et met en service la station d'Aiffres le 17 octobre 1881 lorsqu'elle ouvre à l'exploitation la section, à voie unique, de Niort à Saint-Jean-d'Angély,.
Elle devient une gare de bifurcation le 23 février 1885, lors de l'ouverture de l'exploitation sur la ligne d'Aiffres à Ruffec.
La gare est totalement fermée au service des voyageurs le 31 mai 1992.

## Patrimoine ferroviaire
Le bâtiment voyageurs d'origine et une halle à marchandises sont présents sur le site de la gare en 2016.

Anciennes installations
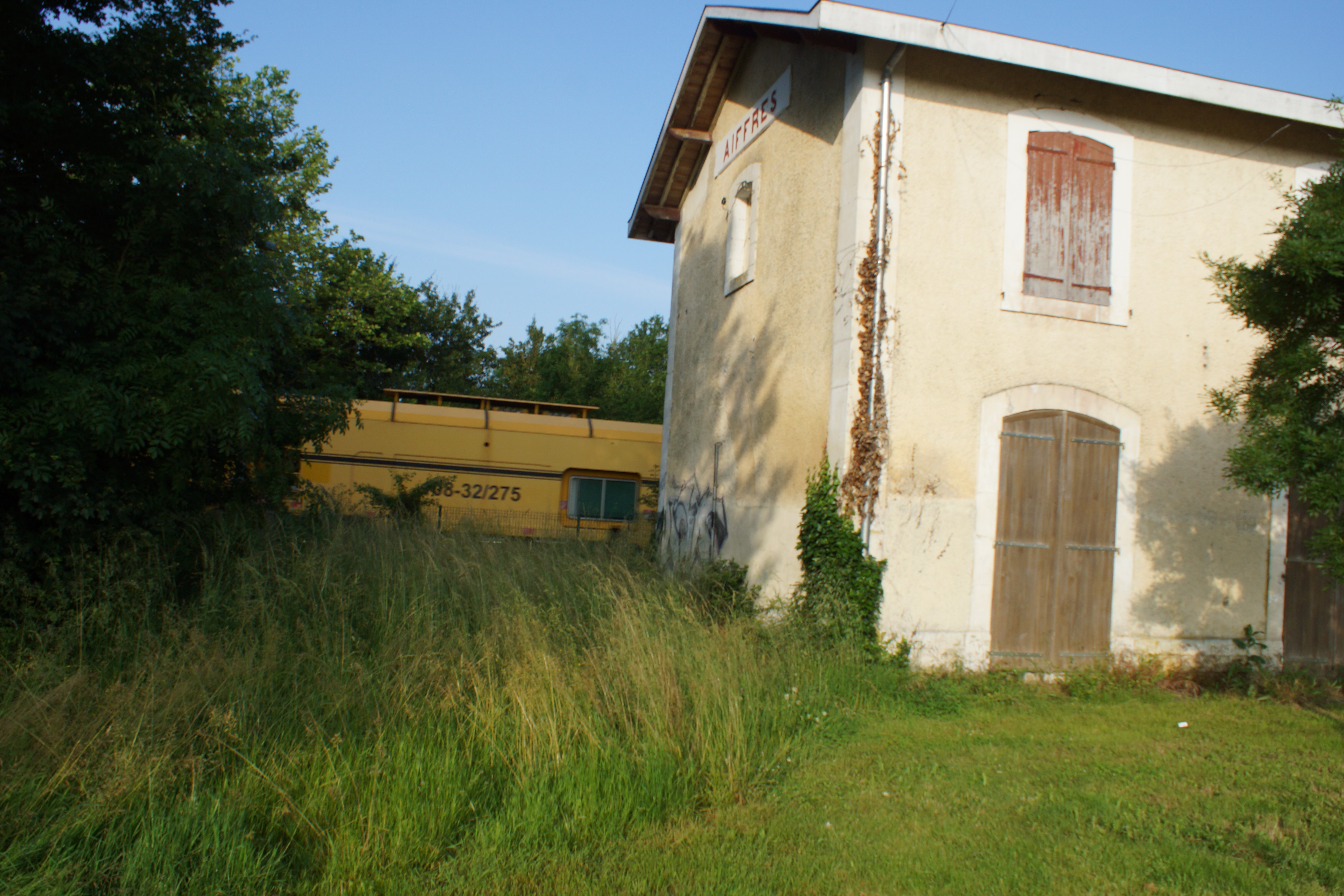
Passage d'un train.
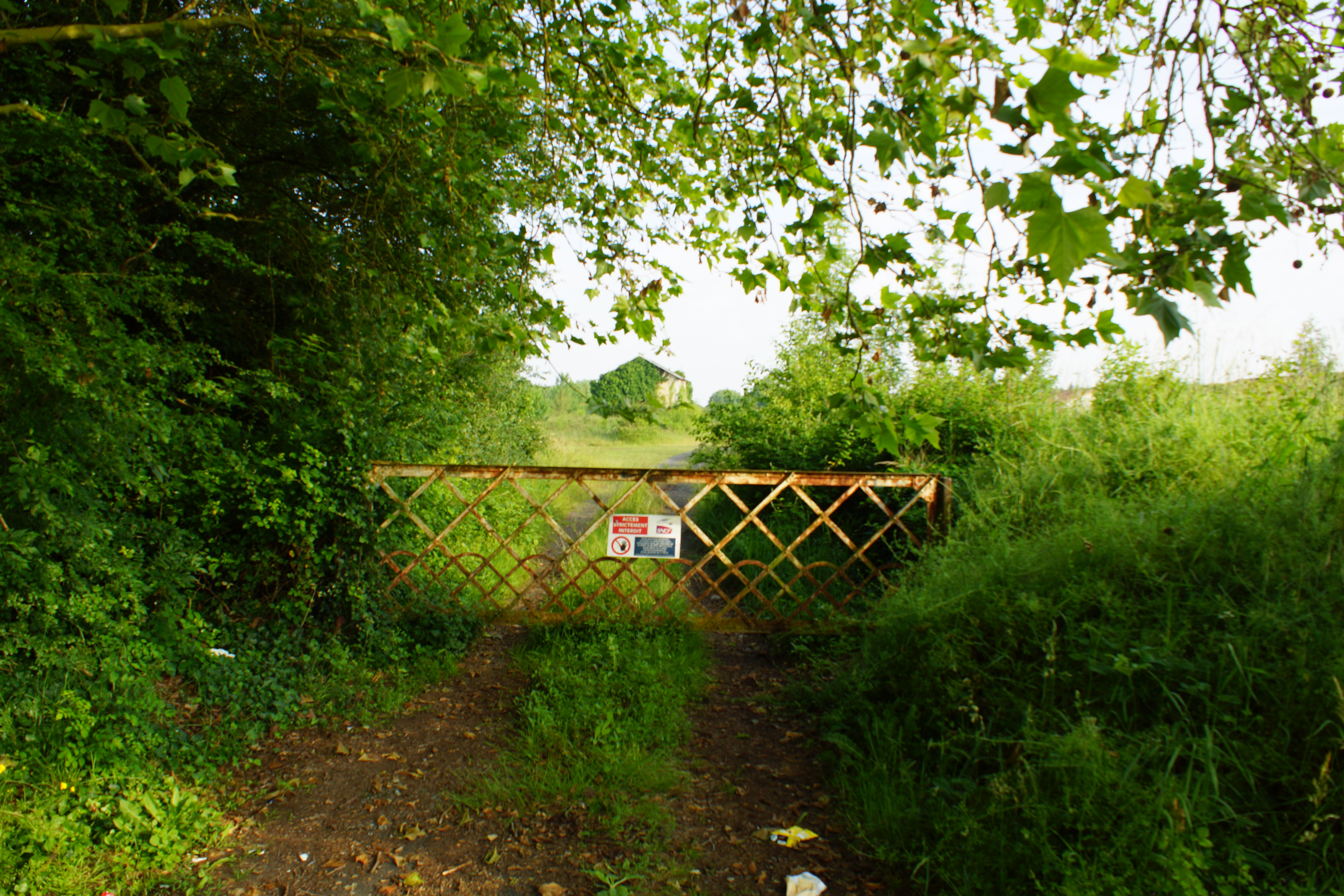
Cour à marchandises.
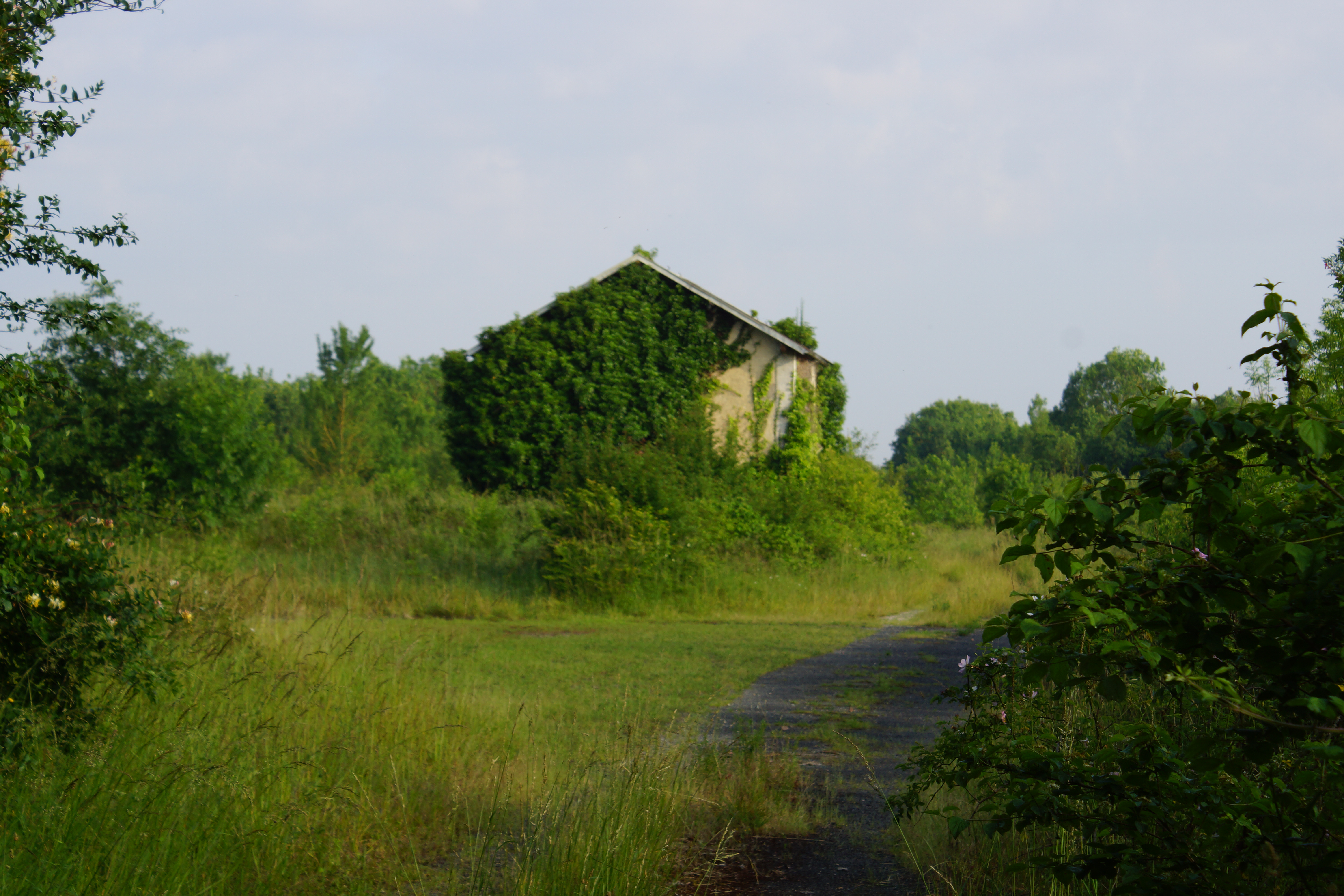
Halle à marchandises.